# ロシア語国際俳句コンクール
ロシア語国際俳句コンクール (ロシアごこくさいはいくコンクール、ロシア語: Международный конкурс хайку на русском языке) は、国際交流基金の主催によりロシアのモスクワで開催されている、ロシア語俳句のコンクール。1998年に「全ロシア俳句コンクール」 (Всероссийский конкурс хайку) として創設され、2011年の第4回から「ロシア語国際俳句コンクール」と改名された。

## 創設と改名の経緯
1998年夏に、在ロシア日本大使館の発案により、新聞『論拠と事実』を発行するアルグメントゥイ・イ・ファクトゥイ社の協力を得て「全ロシア俳句コンクール」の開催が発表された。翌1999年2月の締め切りまでにロシア全土から約12,000句の応募があった。文学者、日本人作家らの審査により、同年6月に結果が発表された。最優秀作品は『論拠と事実』紙に掲載され、ロシア初の俳句年鑑『Triton』創刊号の土台となった。
2010年の第3回コンクールは、国際交流基金と俳句愛好家雑誌『ハイクメナ』の共催で開催された。その回までは「全ロシア俳句コンクール」と呼ばれていたが、同年12月の表彰式の際、在ロシア日本国大使館顧問の田口栄治が、「ロシア語国際俳句コンクール」へと名称変更を提案した。第4回以降はその名称で呼ばれている。共催者に全ロシア国立外国文献図書館が加わり、回を重ねるにつれ、本格的な俳人も育ってきた。

## 俳句コンクール
- 第1回 1998年～1999年[8]
- 第2回
- 第3回 2010年6月募集、11月発表。「2010年日本の秋」事業の一環とし、結果発表は外国文献図書館オーヴァル･ホール[5]。
- 第4回 2011年8月～10月受付、12月発表[2]。
- 第5回 2012年5月～7月15日受付、9月表彰式[6]。
- 第6回 2013年10月5日表彰式[9]
- 第7回
- 第8回 2016年9月表彰式、ゲストは池田瑠那[10]。
- 第9回 2017年9月表彰式、ゲストは望月とし江[11]。
- 第10回 2018年3月～5月受付、9月表彰式、ゲストは小澤實[12][7]。
- 第11回 2019年9月表彰式、ゲストは町田無鹿[13]。
- 第12回 2020年11月表彰式 (オンライン) [14]、選評は小澤實、望月とし江、池田瑠那、町田無鹿[15]。

## 類似のコンテスト

### サハリン俳句コンテスト
サハリンのユジノサハリンスク市では日本映画祭が毎年行われており、2014年からは在ユジノサハリンスク日本国総領事館の主催でサハリン日本文化デーが行われている。これはサハリン在住の日本人や日本及びモスクワの文化人らの協力により開催しているもので、その中で俳句コンテストも行われるようになった。2016年には俳句作品のパネル展示も行われた。2018年に日本とロシアの協力で開催された「ロシアにおける日本年」の認定行事には、モスクワの「第10回国際ロシア語俳句コンクール」と共に「第4回サハリン俳句コンテスト」もリストアップされている。2021年には「サハリンの自然」をテーマに、第6回俳句コンテストが開催された。

### 日露俳句コンテスト
2009年に任意団体として設立された秋田国際俳句・川柳・短歌ネットワークでは、インターネット上で日本国内外の作品を日英両言語で紹介し、日露俳句コンテストも開催してきた。2018年には第7回日露俳句コンテストが「波」をテーマに開催されている。その事業は2019年に秋田国際俳句ネットワークへ引き継がれ、2021年には第10回コンテストが開催された。